# Sichersdorf
Sichersdorf (fränkisch: Sichas-doaf) ist ein Gemeindeteil der Stadt Stein im Landkreis Fürth (Mittelfranken, Bayern). Sichersdorf liegt in der Gemarkung Gutzberg.

## Geographie
Durch das Dorf fließt der Grundbach, ein linker Zufluss der Rednitz. Der Ort ist von Acker- und Grünland mit vereinzeltem Baumbestand umgeben. 0,25 km südlich liegt das Waldgebiet Im Loch, 0,5 km nordwestlich das Weismannsdorfer Holz. 0,5 km nördlich erhebt sich der Gaukelesberg (386 m ü. NHN). Die Kreisstraße FÜ 14 verläuft nach Anwanden (1,7 km nördlich) bzw. nach Großweismannsdorf zur Bundesstraße 14 (1,4 km südlich). Eine Gemeindeverbindungsstraße führt nach Oberbüchlein (1 km östlich). An Sichersdorf verläuft der Fränkische Marienweg vorbei.

## Geschichte
Der Ort wurde im Würzburger Lehenbuch von 1303 als „Siglasdorf“ erstmals urkundlich erwähnt. Dabei wurde Ritter Heinrich von Buttendorf durch den Würzburger Bischof Andreas mit einer Reihe von Gütern belehnt, darunter auch mit dem Zehnten in Sichersdorf. Das Bestimmungswort des Ortsnamens ist wohl der Personenname Sigilo.
Ursprünglich bestand der Ort aus zwei, ab 1440 aus drei Höfen. Mitte des 18. Jahrhunderts wurde ein Hof geteilt. Gegen Ende des 18. Jahrhunderts gab es in Sichersdorf sechs Anwesen und einem Gemeindehirtenhaus. Das Hochgericht übte das brandenburg-ansbachische Richteramt Roßtal aus. Die Dorf- und Gemeindeherrschaft hatte das Landpflegamt Nürnberg. Grundherren waren die Nürnberger Eigenherren von Holzschuher (2 Halbhöfe), von Petz (1 Gut), von Volckamer (1 Gut), von Volckamer und von Löffelholz (1 Hof).
Von 1797 bis 1808 unterstand der Ort dem Justiz- und Kammeramt Cadolzburg. Im Rahmen des Gemeindeedikts wurde Sichersdorf dem 1808 gebildeten Steuerdistrikt Großweismannsdorf zugeordnet. Es gehörte der im selben Jahr gegründeten Ruralgemeinde Gutzberg an. 2 Anwesen unterstanden in der freiwilligen Gerichtsbarkeit bis 1812 und von 1820 bis 1848 dem Patrimonialgericht Lichtenhof, 1 Anwesen bis 1812 dem Patrimonialgericht von Volckamer.
Am 1. Juli 1972 kam Sichersdorf im Rahmen der Gebietsreform in Bayern mit der Gemeinde Gutzberg zu Stein.

### Baudenkmäler
- Haus Nr. 5: erdgeschossiges Wohnstallhaus im Typ der Gegend aus Sandsteinquadern; zweite Hälfte des 18. Jahrhunderts; dreigeschossiger Straßengiebel unter Putz Fachwerk.[11]
- Sichersdorfer Str. 6, 8: Wohnstallhaus und Hofhaus[12]

### Einwohnerentwicklung
| Jahr      | 001818 | 001840 | 001861 | 001871 | 001885 | 001900 | 001925 | 001950 | 001961 | 001970 | 001987 |
| Einwohner | 26     | 46     | 46     | 48     | 55     | 50     | 57     | 88     | 105    | 130    | 116    |
| Häuser    | 7      | 7      |        |        | 9      | 9      | 10     | 10     | 19     |        | 28     |
| Quelle    | [ 14 ] | [ 15 ] | [ 16 ] | [ 17 ] | [ 18 ] | [ 19 ] | [ 20 ] | [ 21 ] | [ 22 ] | [ 23 ] | [ 1 ]  |

## Religion
Der Ort ist seit der Reformation evangelisch-lutherisch geprägt und bis heute nach St. Laurentius (Roßtal) gepfarrt. Die Einwohner römisch-katholischer Konfession waren ursprünglich nach St. Sebald (Schwabach) gepfarrt, jetzt ist die Pfarrei St. Albertus Magnus (Stein) zuständig.